# Schmelzebehandlung
Schmelzebehandlung ist eine Technik, die überall dort zum Einsatz kommt, wo Metalle und deren Legierungen durch Schmelzen verflüssigt werden. Sie soll die Qualität der Schmelzen optimieren.

## Schmelzebehandlung und Sekundärmetallurgie
In aller Regel erfolgt sie im Schmelz- oder Gießofen, ist aber auch in der Pfanne als „Pfannenbehandlung“ möglich und sogar durch Einwirkung auf den Gießstrahl beim Ausgießen der Schmelze. In der Eisen und Stahl vergießenden Industrie wird statt des Ausdrucks „Schmelzebehandlung“ von „Sekundärmetallurgie“ gesprochen. Dabei handelt es sich jedoch lediglich um eine spezielle Form der Schmelzebehandlung von Stählen (→ Metallurgie).

## Aufgaben der Schmelzebehandlung
Die Schmelzebehandlung von Eisen- und Nichteisenmetallen und -legierungen umfasst zahlreiche chemische und physikalische Maßnahmen, die darauf ausgerichtet sind, den Zustand der Schmelzen zu beeinflussen. Für Formguss gilt dabei, dass die Gussstücke die für sie vorgeschriebenen Qualitätsnormen, wie Härte, Festigkeit und Dehnung erfüllen. Bei Halbzeugguss, der Erzeugung von Barren (Walzbarren, Rundbarren) und Drahtbarren (→Stranggießen) wird Freiheit von Wasserstoff und Oxiden, Entfernung störender Elemente, sowie Begünstigung einer feinkörnigen Erstarrung verlangt.
Je nach Art des Einsatzgutes und den Qualitätsforderungen an die Gussprodukte ergeben sich unterschiedliche Maßnahmen für die Schmelzebehandlung.
Eine vereinheitlichte Terminologie erleichtert das Verständnis für Problemstellung und -lösung.

## Praktizierte Schmelzebehandlung
Die Schmelzebehandlung ist in ihren Notwendigkeiten und Möglichkeiten prinzipiell bei allen metallischen Schmelzen erforderlich.

### Begrenzung oder Vermeidung der Wasserstoffaufnahme
Vordringliche Aufgabe ist die Begrenzung der Wasserstoffaufnahme, die sich als Folge des Schmelzprozesses ergibt. Besonders empfindlich sind hier Aluminiumschmelzen. Mit Sicherheit kann die Wasserstoffaufnahme nur beim Vakuumschmelzprozess und in Grenzen auch beim Schmelzen in elektrisch beheizten Öfen vermieden werden, denn alle organischen Brennstoffe sind Wasserstoffträger. Ungeachtet der Ofentechnik kann die Schmelze auch im Kontakt mit der Umgebungsluft aus dieser Feuchtigkeit aufnehmen, die zur Freisetzung von Wasserstoff führt. Wasserstoff in Form von Aluminiumhydroxid kann bereits im Schmelzgut enthalten sein: Bei Altaluminium und länger gelagertem Blockmetall bildet sich an den Oberflächen stets eine Hydroxidschicht. Beim Recycling von Schrott mit anhaftenden Fetten, Ölen und Lacken verbrennen diese zu Kohlendioxid und Wasser, das von der Schmelze zersetzt wird und sie mit Wasserstoff verunreinigt. Die Aufgabenstellung geht also dahin, Wasserstoff möglichst fernzuhalten, und soweit dies nicht möglich ist, ihn durch eine zweckdienliche Behandlung aus der Schmelze zu entfernen. Die fachliche Aussage ist zutreffend, dass die Schmelzebehandlung bei brennstoffbeheizten Öfen bereits mit der Einstellung des Brenners beginnt. Bei Recyclingmaterial ist es Stand der Technik, Anhaftungen genannter Art in einem vorgeschalteten Prozess abzubrennen. Dies kann in einfachster Weise eine Abschmelzbrücke als Teil des Schmelzofens sein. Die beim Abbrennen entstehenden Gase sind aufzufangen und zu neutralisieren.

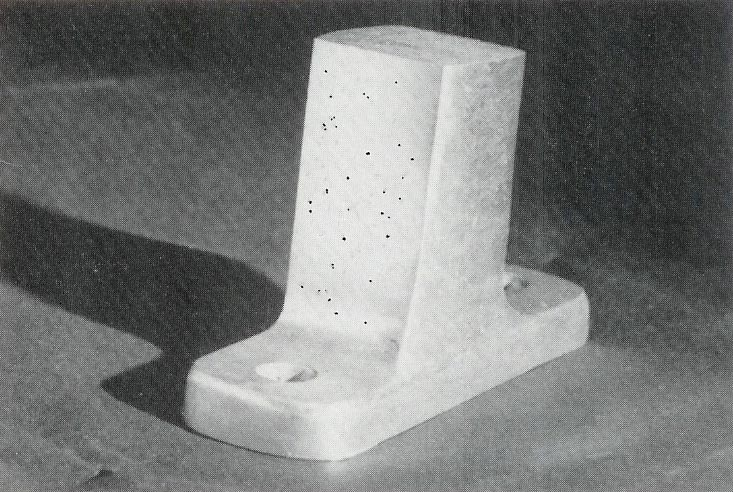
Bearbeiteter Teil eines Gussstücks aus AlMg3 mit sichtbarer Gasporosität

Die schädlichen Wirkungen einer Wasserstoffverunreinigung zeigen sich bei allen Schmelzen, besonders aber bei Aluminium und seinen Legierungen, sowie bei zinkfreien Kupferlegierungen. Flüssiges Aluminium hält im Vergleich zum Festzustand die annähernd zwanzigfache Wasserstoffmenge in Lösung. Man bezeichnet diese Differenz als „Löslichkeitssprung“. Erstarrt eine mit gelöstem Wasserstoff gesättigte Schmelze in abgegossenen Formen, wird der sich dabei ausscheidende Wasserstoff durch Formgestaltung und eine sich bereits bildende Gusshaut am Entweichen gehindert. Nach vollständiger Erstarrung zeigt er sich in Form kleinerer oder größerer Blasen, der „Wasserstoffporosität“. Da poröse Teile keine höheren Festigkeitsansprüche erfüllen können, ist die Vermeidung einer Wasserstoffaufnahme vordringliche Aufgabe. Soweit dies nicht hinreichend gelingt, wird die „Entgasung“ genannte Entfernung des Wasserstoffs zur Hauptaufgabe der Schmelzebehandlung bei allen Schmelzen, die ihn in gelöster Form enthalten. Die hierfür nützlichen Maßnahmen der Zuführung geeigneter Schmelzebehandlungsmittel, seien es Salz- oder Gasgemische, werden verbreitet von automatisierten Impellersystemen übernommen. Sie bringen systembedingt sowohl Feststoffe als auch Gasgemische, wie etwa Stickstoff mit Argonzusatz, so in die Schmelze, dass Verteilung und Verweildauer zu bestmöglicher Reaktion führen.

### Begrenzung oder Vermeidung der Oxidation von Legierungselementen

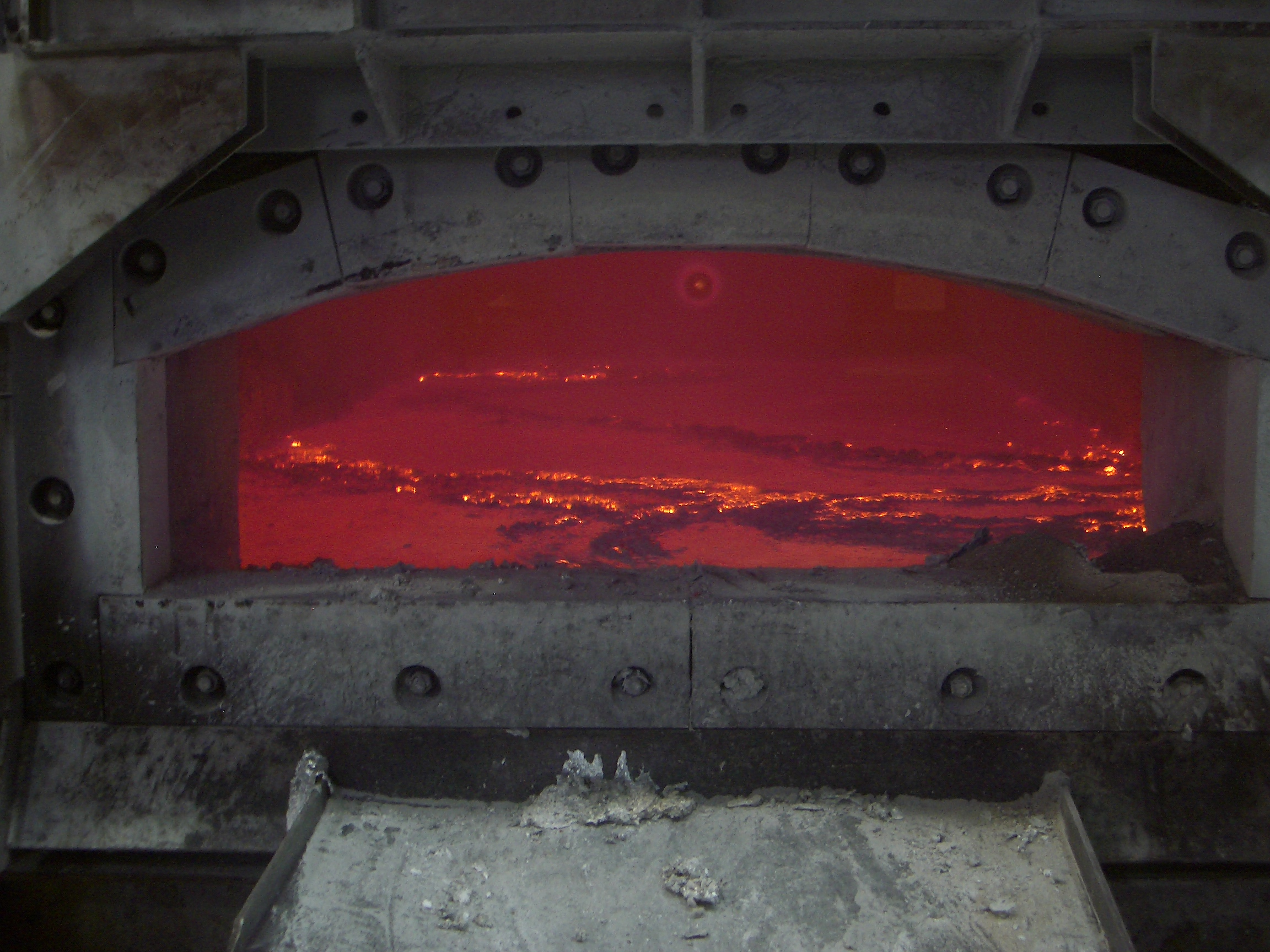
Wannenofenschmelze mit Oxidschichten

Ebenso wichtig wie die Begrenzung einer Gasaufnahme (vorwiegend Wasserstoff) ist es, die beim Schmelzvorgang unvermeidbare Oxidbildung als Folge partieller Überhitzung an Badoberflächen oder Ofenwandungen zu begrenzen. Die Oxidation von Legierungselementen bedeutet immer einen Verlust, sei es an Basisbestandteilen oder an wichtigen Legierungselementen. Dieser macht sich nicht nur qualitativ bemerkbar, sofern er nicht korrigiert wird, sondern bleibt in jedem Falle ein kostenbelastender Faktor. Sofern Oxide bereits mit dem Einsatzgut in die Schmelze gebracht werden, sind oxidationsbegrenzende Maßnahmen keine Hilfe; es geht um die möglichst weitgehende Entfernung der unerwünschten Oxide, die faktisch Materialverluste sind. Besonders im Recycling werden Flussmittel angewendet, die Oxide lösen, gelöste Oxide verschlacken und die Oxidation vermindern, indem sie durch Schmelzpunkterniedrigung den Schmelzprozess beschleunigen.
Verkürzt lässt sich demnach sagen, dass die Schmelzebehandlung vorrangig dazu dient, unerwünschte Eigenschaften der Schmelze, insbesondere Gasaufnahme und Oxidation, zu vermeiden oder zumindest merklich zu begrenzen und stattdessen erwünschte Eigenschaften, darunter Gas- und Oxidfreiheit, herbeizuführen.

#### Konträre Maßnahmen
Neben den beschriebenen Hauptaufgaben gibt es auch Nebenaufgaben, die sich zwar nicht generell stellen, aber in bestimmten Fällen zur Verbesserung der Schmelzequalität zu erfüllen sind. Anstelle einer Entgasung kann in besonderen Fällen auch eine Begasung der Schmelze erforderlich sein, um unerwünschte oxidierbare Elemente zu entfernen. Denselben Zweck erfüllt die Zufuhr sauerstoffabgebender Gemische, die selektive Oxidationsvorgänge in der Schmelze bewirken. Beispiel hierfür ist ein geringer Anteil an Aluminium in einigen Kupferlegierungen, der durch gezielte Oxidation des Aluminiums und Verschlackung des Aluminiumoxids zurückgeführt wird. 
Beim Schmelzen von Kupferlegierungen – ausgenommen Messing – in brennstoffbeheizten Öfen können etwaige Wasserstoffgehalte bereits durch luftüberschüssige Einstellung der Brenner merklich verringert werden. Sauerstoffabgebende Gemische können zusätzlich eingesetzt werden. Überschüssige Oxide des Kupfers werden durch Zugabe von Phosphorkupfer in Form einer 10- oder 15-prozentigen Vorlegierung wieder reduziert.

### Entfernen und Zufügen von in der Schmelze vorhandenen Elementen
Zur Schmelzebehandlung gehören ferner Maßnahmen, die sich mit dem „Entfernen“ oder „Zufügen“ von Elementen befassen. Entfernt wird, was das Gefüge oder die Festigkeitswerte beeinträchtigt.
Das Gegenteil von Entfernen ist das Zufügen von Elementen. Es kann sich dabei um bloße Korrekturen zumeist zum Ausgleich von Oxidationsverlusten handeln, es stehen aber auch den Legierungscharakter bestimmende Zusätze in Form von Vorlegierungen auf Kupfer- bzw. Aluminiumbasis, Briketts oder Presslinge zur Verfügung.
Für die Verwendung bei Aluminiumlegierungen hierzu im Abschnitt „Gefügebeeinflussung“. Für Eisenguss gibt es die breite Palette der „Kupolofenzusätze“.

#### Die Rolle des Phosphors bei Kupfer und Kupferlegierungen
Bei Kupferlegierungen, ausgenommen Messing, nimmt Phosphor in Form eine Vorlegierung (meist CuP10, also 90 Teile Kupfer und 10 Teile Phosphor) eine Zwitterstellung ein. Er wird einerseits zugesetzt, um in der Schmelze einen kleinen Phosphorüberschuss zu sichern, der ihre Oxidationsneigung beim Vergießen hindert, er soll aber auch in der Schmelze suspendiertes Kupferoxid reduzieren, um deren Flüssigkeitsgrad so weit zu erhöhen, dass nicht reduzierbare Verunreinigungen, wie Zinnoxid, in die Schlacke aufsteigen können.
Bei im Grunde gleichbleibender Zwecksetzung darf in Kupferschmelzen, bei denen eine bestimmte elektrische Leitfähigkeit der gegossenen Teile erwartet wird, kein Phosphorkupfer eingesetzt werden. Borkupferzusatz ist nur eine der hier möglichen Alternativen.

## Spezielle Maßnahmen

### Schützen und Entfernen
Dazu gehören alle Behandlungsschritte, die sich in je nach Einsatzgut, sei es Reinmetall oder eine mehr oder minder spezialisierte Legierung primär auf die Reinheit der Schmelze beziehen. In einfachster Stufe wäre dies das Abstehen lassen der Schmelze, damit sich Verunreinigungen, je nach ihrer Dichte, entweder zum Boden absenken, oder in die Krätze aufsteigen können. Ein weitergehender Schritt ist eine Behandlung die Schutz vor Bildung, sowie Entfernung vorhandener Verunreinigungen durch den Eintrag von reaktiven Salzgemischen vorsieht, wobei Einrühren und Einblasen als gängige Methoden gelten. Die Wirkung kann mechanisch-physikalisch (Ausspülung) oder chemisch, durch Verschlackung der Verunreinigung herbeigeführt werden. Dies umfasst auch Ergebnisse einer sich thermodynamisch und kinetisch vollziehenden Oxidation oder Reduktion.
Zu eliminierende Verunreinigungen können oxidisch/nichtmetallisch, oder auch metallisch sein. Metallische Verunreinigungen sind als solche legierungs- und verwendungsabhängig zu bewerten. In einer AlMg-Legierung gelten Natrium und Calcium als störend, in AlSi-Legierungen – übereutektische ausgenommen – ist Natrium hingegen erwünscht. Für die Schmelzebehandlung ist demnach nicht nur die Zusammensetzung der jeweils zu behandelnden Schmelze maßgebend, sondern auch die Optimierung des Feingefüges (Gefügeausbildung) durch Entfernung aller Störelemente.

#### Entgasung durch Spülgaseinbringung
Die Spülung der Schmelzen, mit dem Zweck Verunreinigungen zu entfernen, stellt sich als eine Variante des Eintrags von Salzgemischen dar. Sie kann mit Luft erfolgen (Blasstahl). Unterschieden wird grundsätzlich zwischen reaktiven und inerten Spülgasen. Unter den „reaktiven“ ist Chlor zur Spülung und Wasserstoffentfernung aus Aluminiumschmelzen zwar äußerst wirksam, erfordert aber dort, wo es angewendet wird aufwändige Maßnahmen zum Schutz der Umwelt wie z. B. Nasswäsche der Abluft. Die Spülung für Barrenguss bestimmter Schmelzen mit einem Argon-Chlor-Gemisch ist hingegen Stand der Technik. Zu den gebräuchlichen inerten Spülmitteln gehören Stickstoff oder Argon.

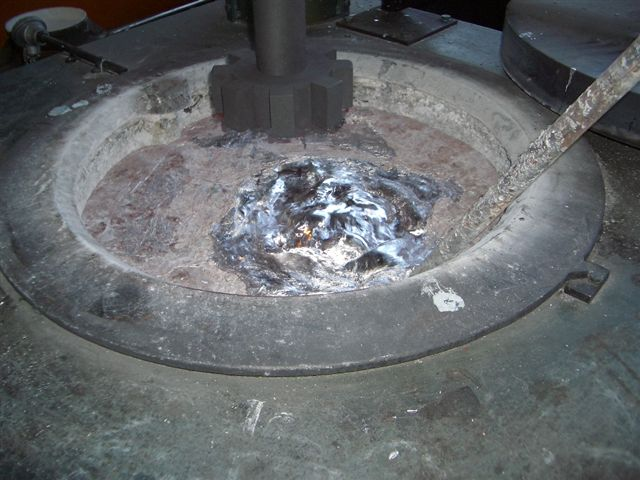
Ein Impeller-System behandelt eine Aluminiumschmelze

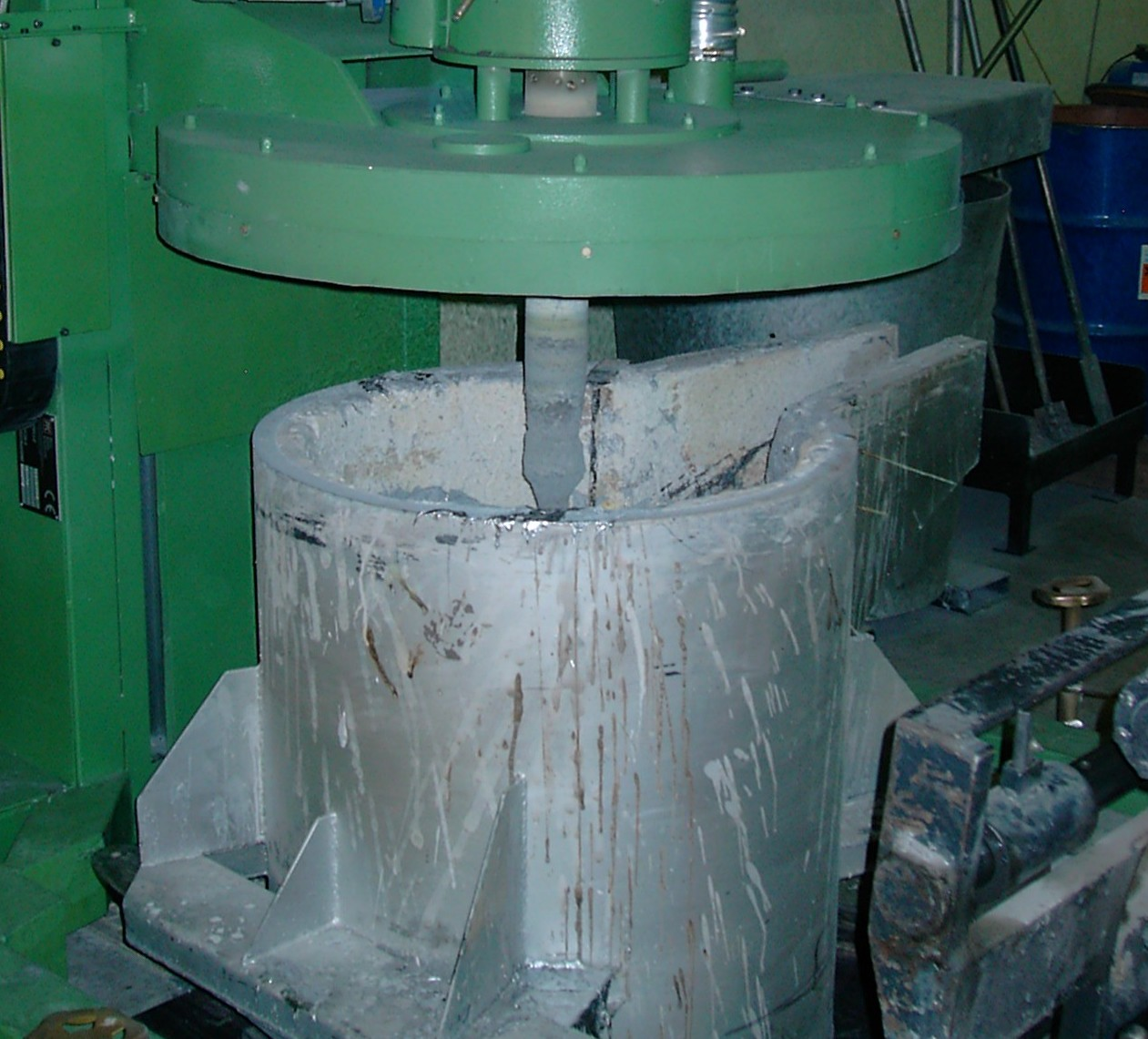
Impeller-System bereit zur Behandlung. Ansicht von oben.

Alle gasförmigen Spülmittel können unter Druck, mittels Einleitungsrohren oder Düsensteinen, in den Schmelzen verteilt werden. Ein Verfahren, das besonders für die Behandlung von Leichtmetallschmelzen entwickelt wurde, ist die Einführung eines der Ofentype angepassten Impellers in die Schmelze. Er dreht sich mit regelbarer Geschwindigkeit und erlaubt sowohl die Zuführung und feinblasige Verteilung eines einzigen Spülgases, als auch die eines Gemischs solcher, wobei gleichzeitig pulverförmige Reaktionsträger zur Verringerung unerwünschter Gehalte an Alkali- und Erdalkalimetallen, vornehmlich Natrium und Calcium, mit eingebracht werden können.

### Beeinflussung von Legierung und Erstarrungsgefüge
Hier angesprochene Ziele befinden sich zum Teil in Übereinstimmung mit den im Abschnitt Schützen und Entfernen genannten Maßnahmen. Sie werden durch solche ergänzt, die sich kurz mit „Zufügen“ (Hinzufügen) charakterisieren lassen.
Bei Eisenguss wird, wie schon erwähnt, die Art und Qualität der Legierung durch Zugabe weiterer Elemente in Form sich in der Schmelze leicht auflösender Briketts (Kupolofenbriketts), Presslinge, oder auch „Pakete“ bewirkt.

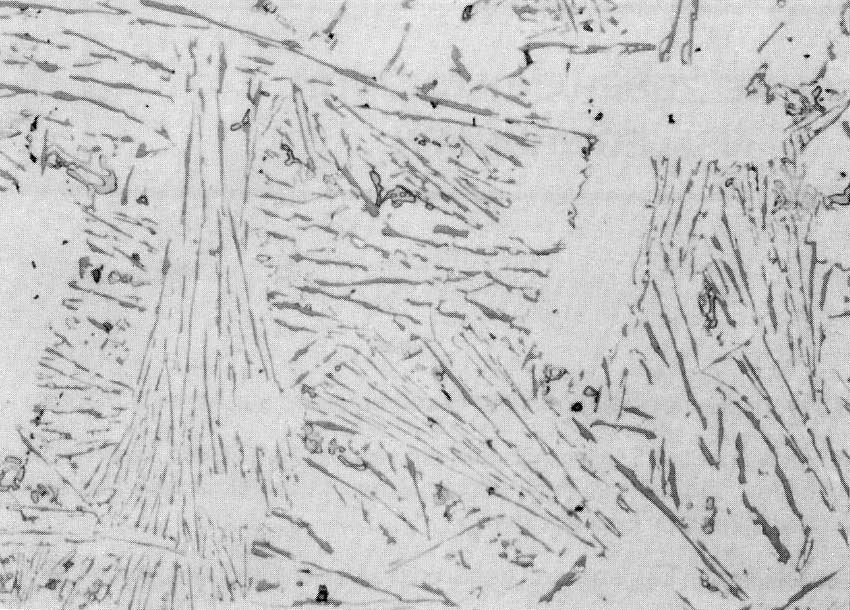
Unveredelte Legierung G-AlSi12 (≈ 200×)

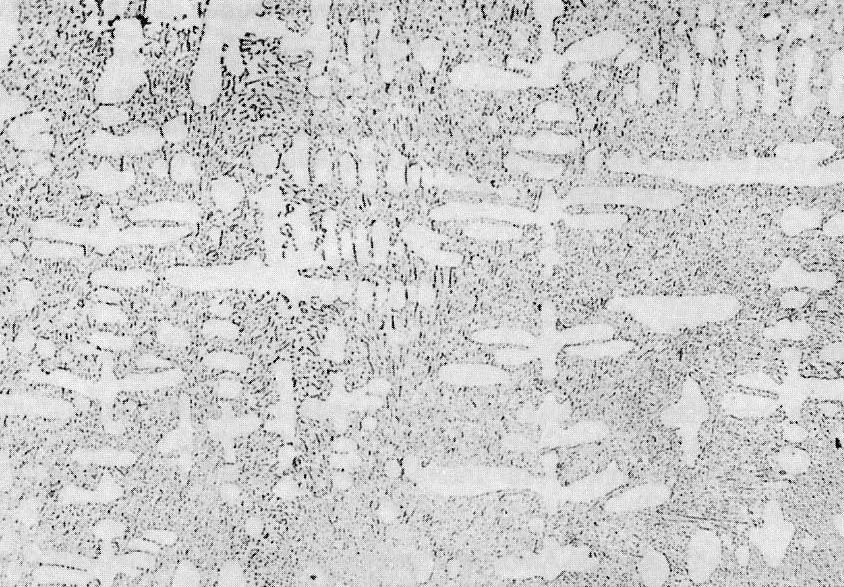
Gleiche Legierung, veredelt durch Zufügung von Natrium (≈ 100×)

Bei Kupferlegierungen wird eine Gefügebeeinflussung durch Zufügung von Vorlegierungen auf Kupferbasis erzielt. Bei einigen, die für leitfähiges Kupfer eingesetzt werden, ergibt sich Gleichzeitigkeit von Desoxidationswirkung und Gefügebeeinflussung (u. a. Lithiumkupfer, Berylliumkupfer, Borkupfer).

### Veredelnde Gefügebeeinflussung bei AlSi-Legierungen
Bei Aluminium-Silicium-Legierungen – den in der Gießerei mit Abstand am häufigsten verwendeten Aluminiumlegierungen – gibt es zwei in ihrer Bedeutung vergleichbare Maßnahmen. Eine davon ist die metallurgisch unabdingbare Veredelung, auch „veredelnde Gefügebeeinflussung“ genannt (Aladár Pácz), ohne die Gussteile aus AlSi-Legierungen mehrheitlich spröde wie Glas ausfielen und damit keiner mechanischen Beanspruchung gewachsen wären. Bei Legierungen mit ca. 7 bis 12 % Silicium erfolgt sie überwiegend mittels Zugabe von Natrium oder Strontium zur Schmelze. Pulverförmige, tablettierte und auch brikettierte Gemische, die sich in der Schmelze zeitlich steuerbar auflösen und Natrium zur Vermeidung der sonst die Gussteile versprödenden Grobkristallisation des primär erstarrenden Siliciums freigeben, sind seit Jahrzehnten bekannt. In seiner reinen, metallischen Form ist für den gleichen Zweck luftdicht verpacktes Natrium gebräuchlich. Das gleich dem Natrium wirkende, zeitlich länger anhaltende, da weniger leicht oxidierbare Strontium wird aus Gründen besserer Löslichkeit der Schmelze stets als Vorlegierung (z. B. AlSr10) zugefügt.
Gefügebeeinflussende Effekte, wie mit der Zugabe von Natrium oder Strontium, lassen sich auch mittels Antimon erzielen, allerdings handelt es sich hier um einen mit der klassischen Veredelung nicht zu vergleichenden Prozess, der zudem den Nachteil hat, als nicht separat verarbeitetes Rücklaufmaterial, mit Restgehalten an Antimon die klassische Veredelung erheblich zu beeinträchtigen.
Leistungssteigerung und zugleich Verbrauchsminderung verlangen für Motorenguss aus Leichtmetall zunehmend nach dem Einsatz hochwarmfester AlMgSi-Legierungen, ohne dass deren Legierungentwicklung bereits abgeschlossen ist, die unter anderem Zusätze von Kobalt, Nickel und besonders Silber als wertesteigernd erkannt hat.
Von der bisherigen Technik abweichende Veredelungsverfahren sind Gegenstand der Entwicklung. Die Modifizierung des Eutektikums, ähnlich der Veredelung naheutektischer AlSi-Legierungen, zeitigt als Forschungsgegenstand bereits Ergebnisse, besonders auf dem Gebiet der Duktilitätssteigerung.

#### Gefügebeeinflussung von AlSi-Legierungen mit 12–25% Silicium

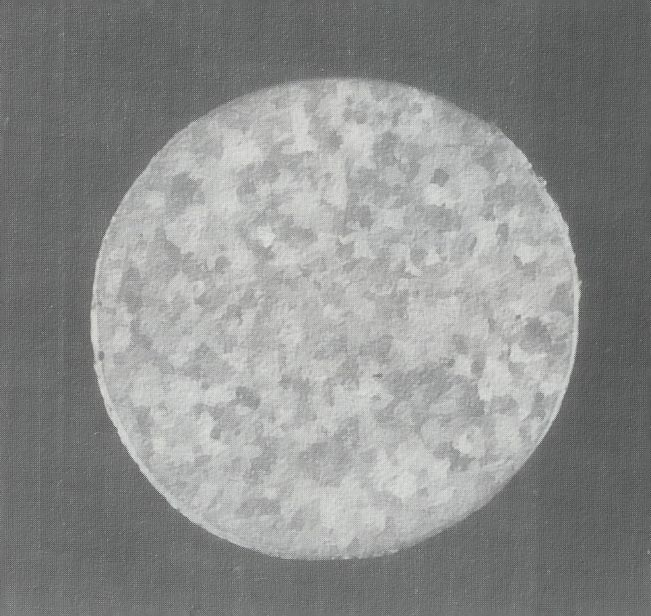
Runder Prüfkörper aus AlMg3, ohne Kornfeinung (2×)

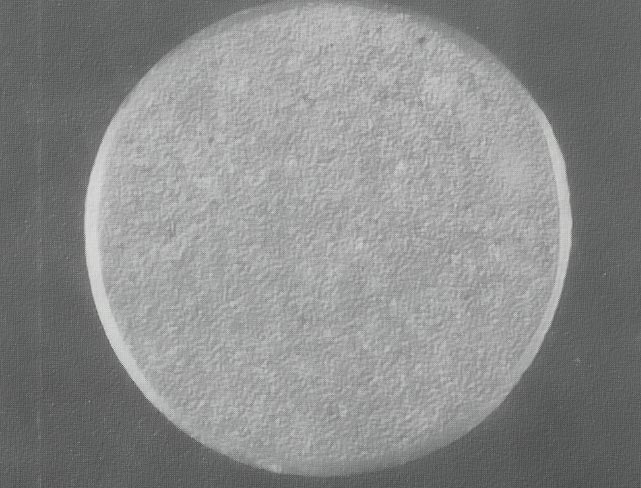
Runder Prüfkörper aus AlMg3, korngefeint

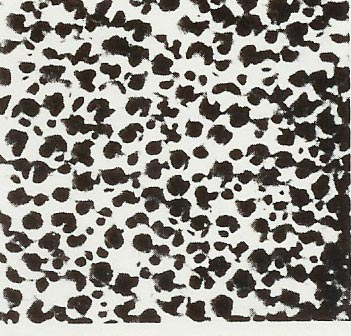
Offenporige Oberfläche eines ungebrauchten Keramikfilters

Eine besondere Gefügebeeinflussung erfahren unter anderem für Automobilkolben verwendete eutektische und übereutektische AlSi-Legierungen mit 12 bis 25 % Silicium. Das primär erstarrende Silicium wird durch Zugabe von Phosphor in geeigneter Form „gefeint“, wobei als Korngröße ca. 60 µm angestrebt werden.

#### Rein technische Maßnahmen zur Gefügebeeinflussung
Den seit etwa 1930 bekannten Einsatz von Ultraschall zur Entgasung der Schmelzen auch für eine gradierende Erstarrung (Gradientenguss) zu nutzen wird alternativ, oder ergänzend vorgeschlagen. Im Gussstück entstehen dabei Zonen mit differenzierten Siliciumgehalten von über- bis untereutektisch und damit unterschiedlichem Erstarrungsverhalten und daraus resultierenden mechanischen Werten.

### Kornfeinung oder kornfeinende Gefügebeeinflussung
Eine der Veredelung von AlSi Legierungen gleiche Bedeutung haben bei AlMgSi-Legierungen, sei es Formguss, oder Formateguss (Stranggießen, Halbzeug) bestimmte, für die Erzielung eines feinkristallinen Gefüges und damit besonders hoher mechanischer Festigkeit verantwortliche Legierungszusätze. Sie werden entweder in situ aus geeigneten, tablettierten Salzgemischen in der Schmelze gebildet oder als fertige Kristallisationskeime bei Auflösung einer Vorlegierung freigesetzt. Der Zusatz kann intermittierend erfolgen, wie in der Formgießerei, wo er besonders für die langsam erstarrenden Gießarten, wie Sandguss oder Schwerkraftkokillenguss wichtig ist. Es ist aber auch Stand der Technik, die fallweise erforderliche, keimhaltige Vorlegierung in Drahtform zuzuführen, zeitlich gesteuert und an den Verlauf des oft mehrstündigen Gießvorgangs gebunden (Inline-Behandlung).
Metallurgisch handelt es sich bei der Kornfeinung, oder „kornfeinenden Gefügebeeinflussung“, überwiegend um die Einbringung von Fremdkeimen, wobei solche aus Titandiborid (TiB2) immer noch bevorzugt genutzt werden, aber nur Teil einer in inzwischen entwickelten „Familie“ auf Basis von Titan, Bor und Kohlenstoff sind. Sie bilden Keime mittels Einbringung entsprechend zusammengestellter und tablettierter Gemische oder diesen vergleichbarer Vorlegierungen auf Aluminiumbasis. Erwartungsgemäß sind auch nanostrukturierte Oxide des Aluminiums geeignet die Zahl der Kristallisationskeime bei der Erstarrung zu erhöhen und damit die Dichtigkeit des Gussgefüges zu verbessern.
Bei Formguss aus Magnesium-Aluminium-Legierungen, wie der meistverwendeten Legierung AZ 91, mit Zusätzen von Aluminium, Zink und Zirkon, wird zur Kornfeinung Kohlenstoff im Verein mit einer kurzzeitigen Überhitzung der Schmelzen herangezogen. Überliefert ist die Verwendung von bedrucktem Zeitungspapier – Druckerschwärze ist kohlenstoffhaltig – heute sind Gefügebeeinflussungsmittel im Gebrauch, die in situ Kohlenstoff an die Schmelze abgeben, der sich zu kornfeinend wirkendem Aluminiumcarbid verbindet, also einem Fremdkeim, vergleichbar dem Titandiborid bei Aluminiumlegierungen.

## Die Schmelzebehandlung flankierende Maßnahmen
Da sich eine 700–1500 °C heiße Schmelze, außer sie wird im Vakuum gehalten, nicht statisch zeigt, sondern durch Bewegung, wie das Umfüllen in ein Transportgefäß, auch den Gießvorgang selbst, sowohl erneut Oxide bilden, wie auch Wasserstoff aufnehmen kann, fanden sich verschiedene Möglichkeiten, dieses zu vermeiden. Im Einzelnen beginnt es damit, die schützende Schlackenschicht so spät als nur möglich von der Schmelze abzunehmen und Umfüllvorgänge zu begrenzen bzw. dort, wo sie unvermeidlich sind, Turbulenzen zu vermeiden, die immer mit Oxidbildung und Verwirbelung im flüssigen Metall verbunden sind.
Die Optimierung der Prozessführung ist auch Gegenstand von Modellansätzen, besonders solcher, die sich mit der Strömungssimulation und damit verbundener Oxidbildung (und Gasaufnahme) befassen.
Um beim Eingießen in die Formen, gleich welcher Art und Größe diese sind, gebildete und mitgerissene Oxide zurückzuhalten, kennt und nutzt man zahlreiche Möglichkeiten, denen aber sämtlich das Prinzip eines die Oxide am Eintritt in die Form hindernden Siebes zugrunde liegt. Es gibt Glasseidengewebe als Filtermaterial, ferner Siebgeflechte aus Draht, auch keramisiert, zum Einlegen in Formen für Großserien jeweils maßgerecht zugeschnitten. Verbreitet sind auch, besonders im Bereich der sogenannten Hüttengießereien (Barrenguss), Schaumkeramikfilter, in jeweils spezieller, temperaturangepasster Ausführung für Nichteisenmetalle, wie für Eisen- und Stahlguss, mit standardisierter Porenzahl, zumeist 20–30 ppi. Weiter führende Entwicklungen sehen eine mehrstufige Filterung vor, bei der der Vor- oder Grobfilterung (Abtrennung oxidreiche Schäume) eine Kornfeinung üblicher Art folgt und dieser in einer Zyklon genannten dritten und zugleich Endstufe die Zurückhaltung nach der Vorfilterung noch vorhandener Oxide, sowie etwaiger Agglomerationen aus der Kornfeinungsbehandlung.

## Ergebnisprüfung
Eine Schmelzebehandlung gleich welcher Art wird nur dann sinnvoll sein, wenn ihre Ergebnisse überprüft werden. Relativ einfach ist dies, wenn äußerlich sichtbare Fehler wie Groblunker, Einfallstellen oder Oberflächenporen vorliegen. Die Kontrolle des Gasgehaltes kann bei Aluminiumlegierungen in einfachster Weise mittels Erstarrung einer Probe im Vakuum erfolgen (Straube-Pfeiffer-Verfahren). Als Stand der Technik gilt indessen heute der Unterdruckdichtetest (UDT) nach vorausgegangener Impellerbehandlung der Schmelze mit dem Ziel der Ausspülung feiner und feinster Oxidpartikel, da diese Wasserstoff eine Anlagerungsmöglichkeit bieten. Ein mittels unbehandelter Referenzprobe ermittelter Dichteindex DI von 1 an der behandelten Schmelze, entspricht einem Wasserstoffgehalt von 0,1 ml/100 g und stellt einen praktisch optimalen Wert dar.
Bei AlSi-Legierungen ist der Veredelungsgrad durch Bruch, Schliff oder mit größerer Genauigkeit mittels Thermoanalyse (TA) überprüfbar. Röntgenprüfung ist für viele Gussteile legierungsunabhängiger Standard, auch Computertomographie (CT) wird eingesetzt, da sie die dreidimensionale Auswertung von Fehlstellen ermöglicht.
Für jede Schmelze, gleich welcher Legierung, gilt, dass die analytische Kontrolle auf etwaige Legierungsfehler oder Ausbrand wichtiger Elemente relativ einfach mit einem Röntgenspektrometer vorgenommen werden kann. Zumindest stichprobenweise soll auch eine metallographische Prüfung des Gefügezustandes bei besonderer Beanspruchung ausgesetzten Gussstücken erfolgen, selbst wenn diese zuvor eine Röntgen-Durchstrahlung erfahren haben.